# Cayo Half Moon
Cayo Half Moon (en inglés: Half Moon Caye; que quiere decir: "Cayo de la Media Luna") es una isla en el Mar Caribe que pertenece al país centroamericano de Belice y que se localiza en las coordenadas geográficas 17°12′N 87°32′O / 17.200, -87.533. Administrativamente está integrado en el Distrito de Belice. Por sus bellezas naturales constituye un monumento natural que es objeto de protección.